# 骚动舞
《骚动舞》（法語：Le Chahut）是法国画家乔治·修拉的一幅油画，画幅为170厘米乘141厘米，新印象主义点彩画派风格，绘于1889–1890年。1890年在巴黎独立沙龙展出。现藏于荷兰奥特洛克勒勒-米勒博物馆。